# 키엘체 버스 터미널

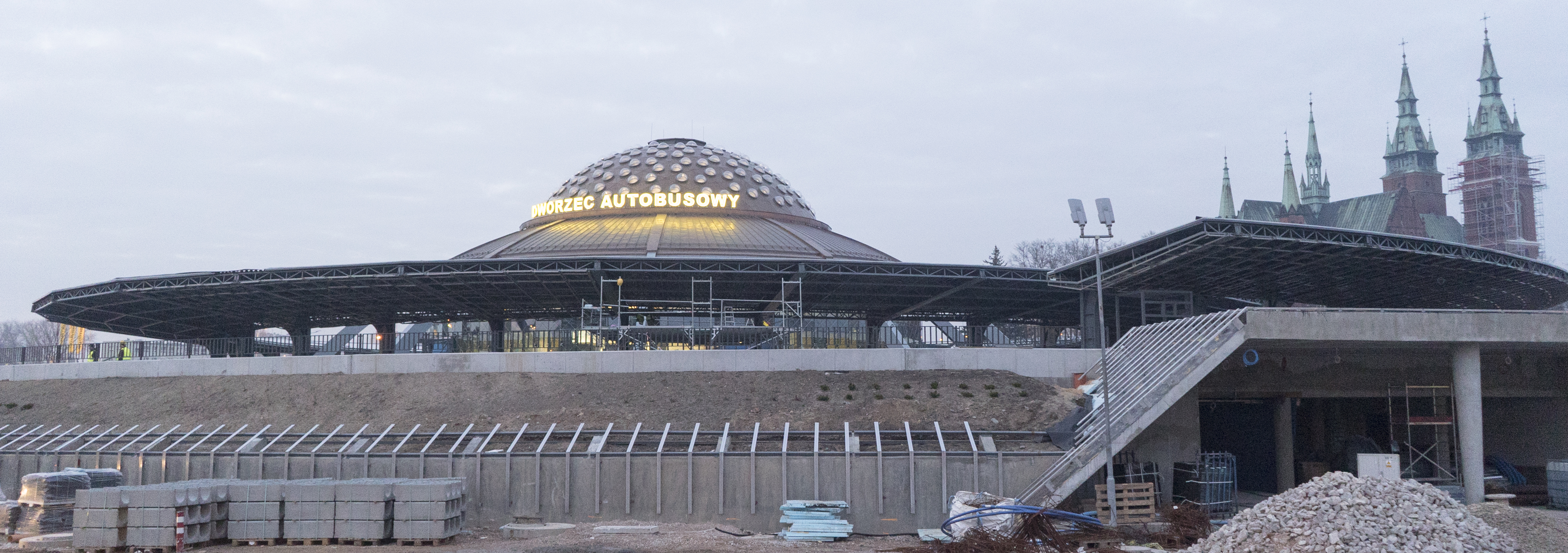
키엘체 버스 터미널

키엘체 버스 터미널(폴란드어: Dworzec autobusowy w Kielcach)은 폴란드 시비엥토크시스키에주 키엘체에 있는 버스 터미널이다. UFO 모양을 닮은 독특한 건축 양식의 건물이다. 1984년에 개장하였으며, 당시 폴란드에서 이런 종류의 버스 터미널 중 가장 현대적인 것으로 여겨졌다.
터미널은 직경 89m의 대형 원형 교차로에 지어졌으며 각각 18m 길이의 플랫폼 15개를 수용할 수 있다.